# Георг VII фон Шпигел
Георг VII фон Шпигел (на немски: Georg VII von Spiegel; * 1582; † 1627) е благородник от род фон Шпигел, споменат за пръв път в документи през 1224 г. с резиденция замък „Бург Дезенберг“ близо до Варбург, Вестфалия.
Той е син на Рабан фон Шпигел († 12 януари 1603) и съпругата му Урсула фон Фюрстенберг († 1621), дъщеря на дрост Фридрих фон Фюрстенберг (* 1510; † 21 март 1567) и Анна от Вестфалия († 24 юни 1583). Внук е на Йохан VIII фон Шпигел цу Пекелсхайм († 12 май 1559) и Года фон Шпигел цум Дезенберг (1508 – 1593). Майка му е сестра на Теодор/Дитрих фон Фюрстенберг (1546 – 1618), княжески епископ на Падерборн (1585 – 1618). Той има пет сестри.
През 1787 г. линията „Шпигел цум Дезенберг“ е издигната на пруски графове.

## Фамилия
Георг VII фон Шпигел се жени за Елизабет фон Мюнххаузен (1590 – 1654). Те имат осем деца:
- Урсула фон Шпигел, омъжена за Херман фон Ханщайн († 1686)
- Доротея фон Шпигел, омъжена за Кристиан Херман фон Уфелн
- Елизабет фон Шпигел, омъжена за Фридрих фон Щайнберг
- Рабе Хилмар фон Шпигел (1616 – 1664), женен за Мария София фон Крам (1623 – 1697); имат четири сина
- Хедвиг фон Шпигел, омъжена за Хайнрих Вилхелм фон Щединг
- Дитрих фон Шпигел (1618 – 1684), женен за Хедвиг фон Харденберг (* пр. 25 март 1620; † 1705), дъщеря на Ханс Кристоф фон Харденберг (1581 – 1645) и Магдалена Агнес фон Маренхолц († 1648)
- Георг фон Шпигел (* 1622)
- дете